# Gustavo Camargo
Gustavo do Carmo Camargo, mais conhecido como Gustavo Camargo (Campinas, 13 de agosto de 1985), é um jogador de futebol de salão brasileiro, que atua como fixo. Atualmente joga pela equipe do  Colorado FS  da cidade de Jundiaí em São Paulo.

## Carreira

### Início e trajetória futebolística
Começou muito jovem jogando futsal, migrou-se para o futebol de campo, onde atuou nos campeonatos amadores da cidade de Jundiaí. Sua grande oportunidade surgiu no futebol de salão AMF, através da equipe do Colorado FS nas disputas de torneios e campeonatos, organizados pela Confederação Nacional de Futebol de Salão, onde suas atuações despertou grande interesse para a sua primeira convocação para a Seleção Brasileira pelo técnico Daniel Castilho. Disputou dois sul-americanos de clubes pelo Colorado FS,em Assunção no Paraguai em 2012 e em Mendoza na Argentina em 2013.

### Seleção Brasileira
Em 2011 foi convocado pela primeira vez para a Seleção Brasileira de Futebol de Salão (CNFS) para a disputa de dois torneios nos Estados Unidos,  sagrando-se vice-campeão.
Em 2013, convocado novamente pelo técnico Daniel Castilho, conquistou o titulo mais importante de sua carreira, a medalha de bronze nos Jogos Mundiais, na cidade de  Guadalajara de Buga na Colômbia,
Em 2015, convocado para defender a Seleção Brasileira no XI Mundial de Futebol de Salão na Bielorrússia.

## Conquistas

### Títulos
Colorado FS
- Jundiaí Cup AMF - principal: 2013

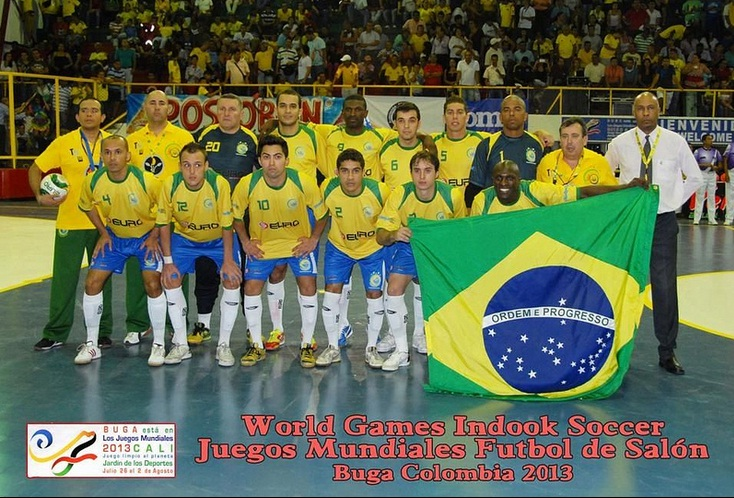
Seleção Brasileira de Futebol de Salão - Medalha de bronze nos Jogos Mundiais em 2013.

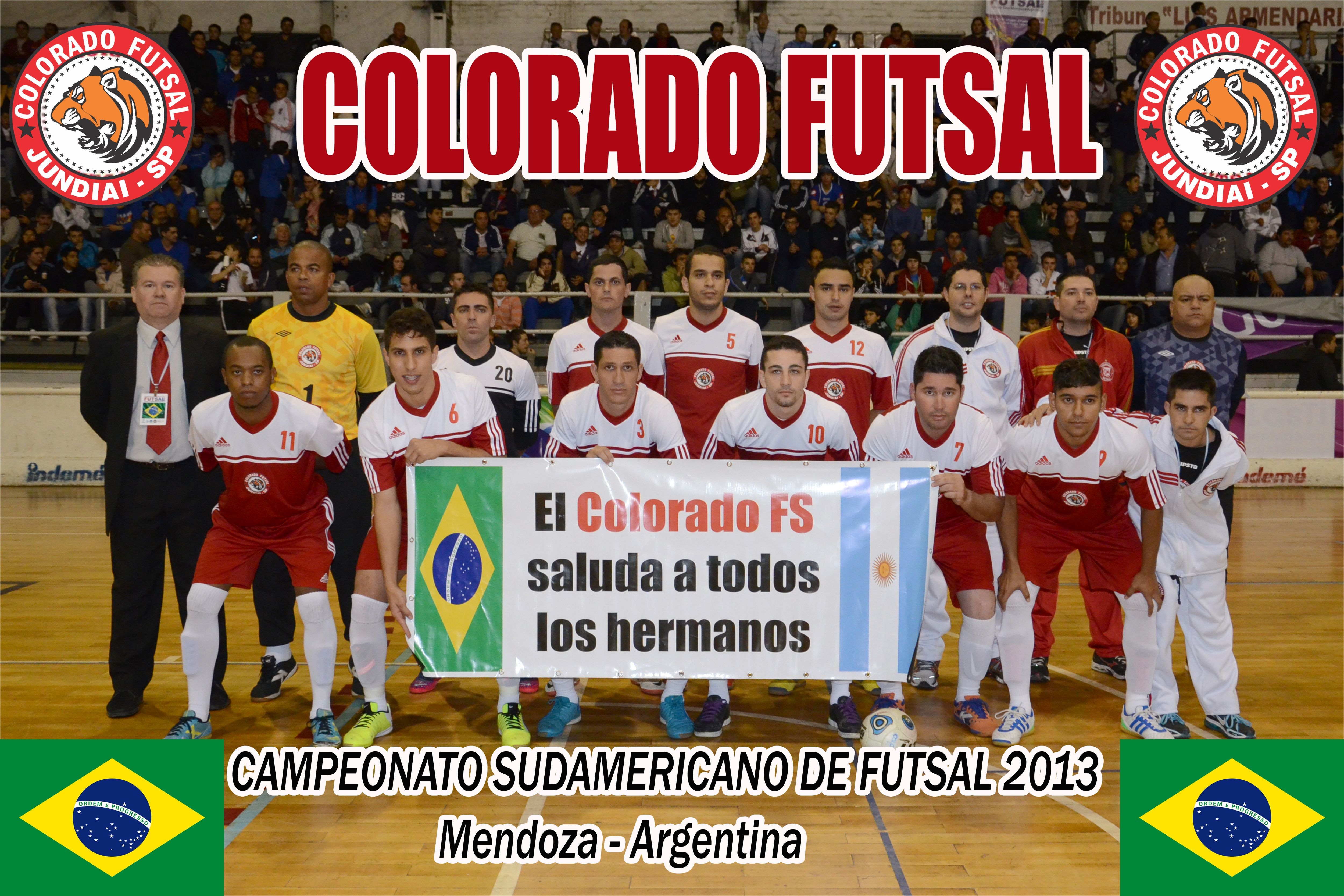
Guga camisa 5 do Colorado FS de Jundiaí, no Campeonato Sul-Americano de Futebol de Salão na Argentina em 2013.

- Troféu João Ernesto Chiorlin AMF - principal: 2013
- Copa Kaizen de Futebol de Salão - principal: 2013

Campanha de destaque
- Vice-campeão - Copa Kaizen de Futebol de Salão - principal: 2012[5]

#### Seleção Brasileira
- IX Jogos Mundiais/The World Games : 2013.   - Medalha de bronze

Campanha de destaque
- Vice-campeã do I Torneio Internacional Profissional de Futebol de Salão (AMF): 2011